# Vidyarambha

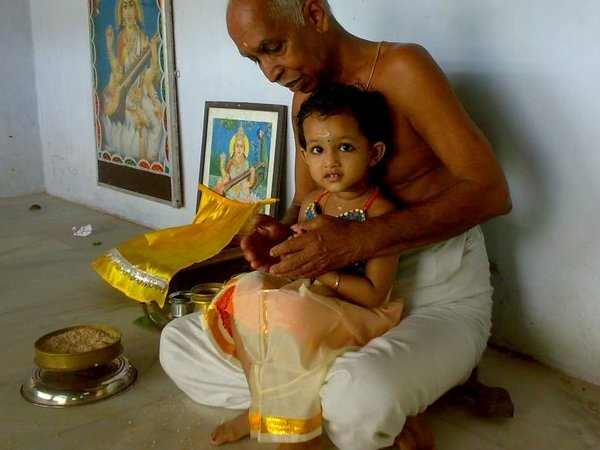
Une jeune fille malayali assise avec un brahmane avant la cérémonie de Vidyarambha de Navaratri

Le Vidyarambha est un samskara de l'hindouisme: un rituel de passage; celui-ci marque le début des études par l'apprentissage de l'alphabet. Vidya signifie: connaissance et arambha commencement. Cette journée se nomme aussi: akshararambha, ou, aksharalekhana. Cette cérémonie veut dans sa pensée donner l'alphabet à l'enfant pour qu'il puisse étudier. Elle a lieu entre sa cinquième et septième année de vie. Il est dans la tradition que le nouvel élève rédige un mantra en première écriture, à Ganesh et Vishnu par exemple. Le jour de ce rituel ne doit pas être choisi au hasard mais lorsque le soleil, l'éveilleur des consciences, brille fortement.